# Schnittling

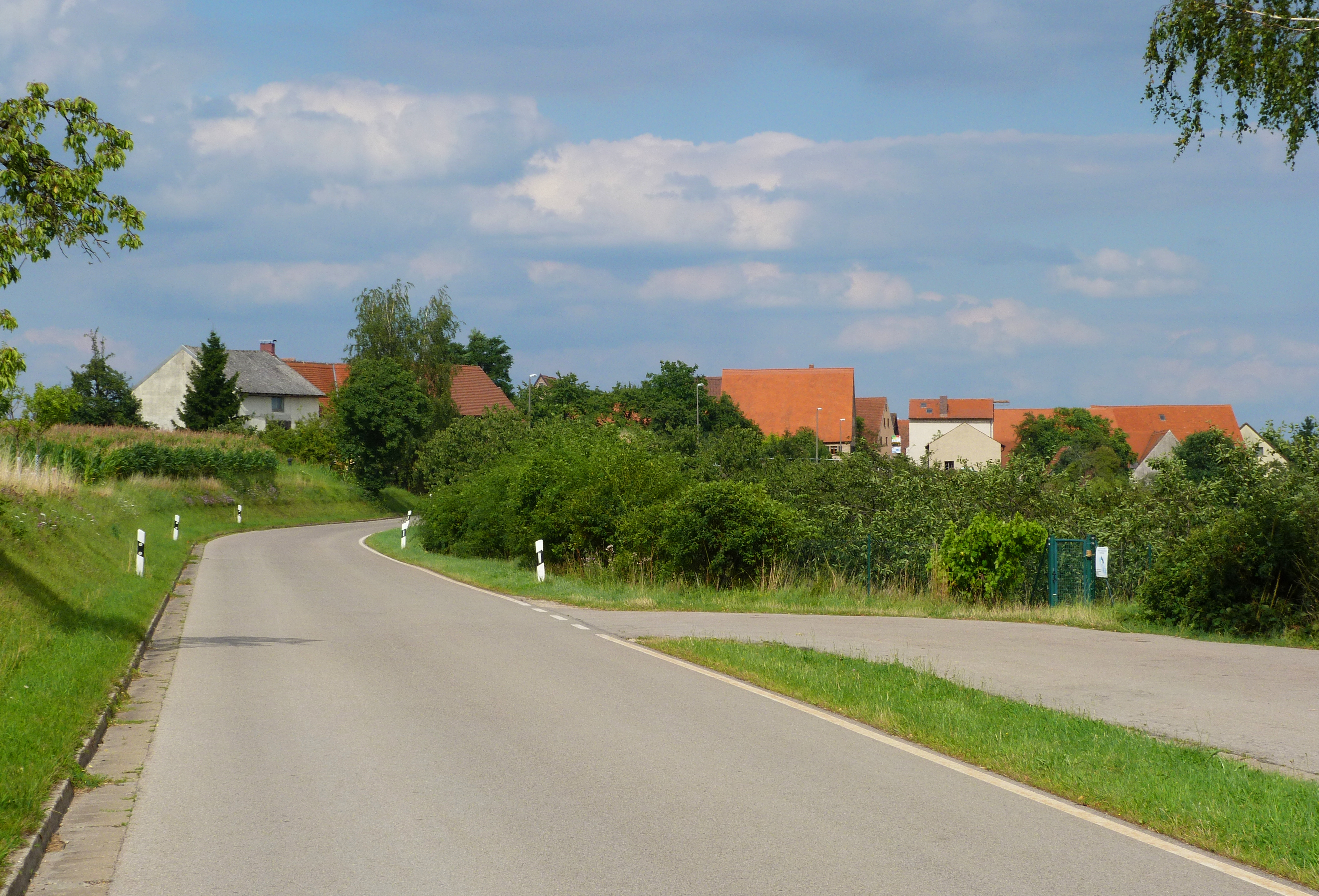
Ortseinfahrt, von Fünfbronn kommend

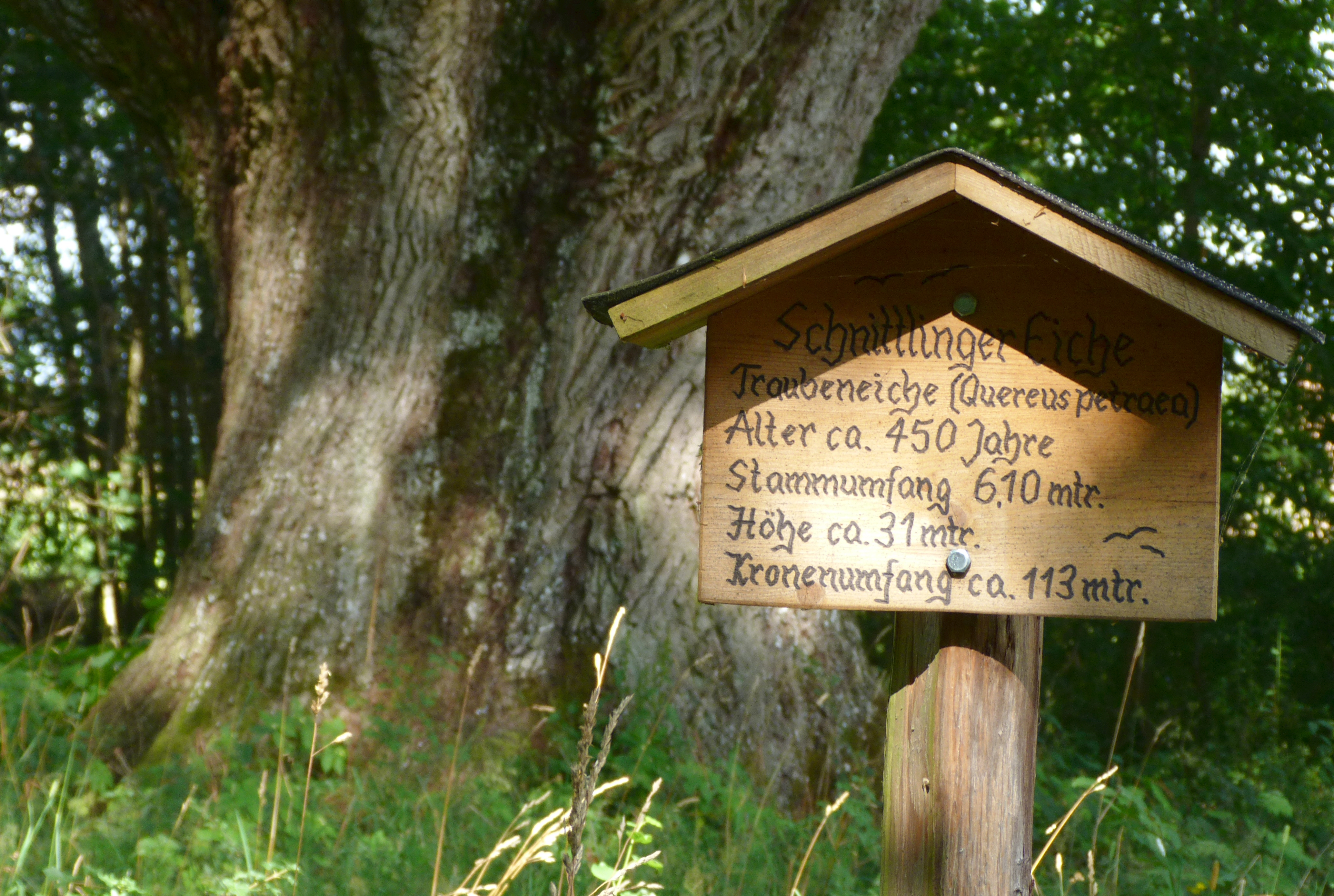
Die Schnittlinger Eiche

Schnittling (fränkisch: Schniedling)  ist ein Gemeindeteil der Stadt Spalt im Landkreis Roth (Mittelfranken, Bayern). Schnittling liegt in der Gemarkung Fünfbronn.

## Geografie
Das Dorf liegt im Spalter Hügelland, 2,5 km nördlich des Igelsbachsees. Etwas südwestlich im Schnittlinger Loch ist eine Quelle des Hatzelbachs, eines rechten Zuflusses der Fränkischen Rezat. Die Kreisstraße RH 6 führt nach Fünfbronn (1,4 km südwestlich) bzw. nach Spalt zur Staatsstraße 2223 (1,8 km östlich).

## Geschichte
Der Ort wurde 1375 als „Schnigling“ erstmals urkundlich erwähnt, 1495 erstmals in der heutigen Form als „Schnidling“. Jedoch blieb bis ins 18. Jahrhundert hinein die ursprüngliche Form die geläufige. Den Namen führt man auf eine Weiterbildung des Beinamens Snego (=Schnecke) zurück.
Schnittling lag im Fraischbezirk des eichstättischen Pflegamtes Wernfels-Spalt. Gegen Ende des 18. Jahrhunderts gab es 14 Anwesen. Grundherren waren das Kastenamt Spalt (3 Anwesen), der Spalter Dekan (1 Anwesen), das Kollegiatstift Spalt (1 Anwesen) und die Mendelsche Zwölfbrüderhausstiftung (9 Anwesen).
Im Rahmen des Gemeindeedikts wurde Schnittling dem 1808 gebildeten Steuerdistrikt Fünfbronn und der 1811 gegründeten Ruralgemeinde Fünfbronn zugeordnet. Im Rahmen der Gebietsreform in Bayern wurde die Gemeinde am 1. Juli 1972 nach Spalt eingegliedert.

### Baudenkmäler
In Schnittling gibt es sieben Baudenkmäler, darunter eine Ortskapelle.

### Einwohnerentwicklung
| Jahr      | 001818 | 001840 | 001861 | 001871 | 001885 | 001900 | 001925 | 001950 | 001961 | 001970 | 001987 | 002018 |
| Einwohner | 95     | 100    | 98     | 90     | 103    | 83     | 78     | 93     | 84     | 78     | 71     | 68     |
| Häuser    | 16     | 16     |        |        | 16     | 16     | 13     | 14     | 15     |        | 17     |        |
| Quelle    | [ 13 ] | [ 14 ] | [ 15 ] | [ 16 ] | [ 17 ] | [ 18 ] | [ 19 ] | [ 20 ] | [ 21 ] | [ 22 ] | [ 23 ] | [ 1 ]  |

## Religion
Der Ort ist römisch-katholisch geprägt und bis heute nach St. Emmeram (Spalt) gepfarrt. Die Einwohner evangelisch-lutherischer Konfession sind nach St. Michael (Fünfbronn) gepfarrt.

## Naturdenkmal Schnittlinger Eiche
⊙ Sie steht ca. 400 m vom westlichen Ortsende entfernt an einem nach ihr benannten Wald-Spielplatz. Es handelt sich um eine solitär stehende Traubeneiche, die den Charakter einer Tausendjährigen hat. Das wahre Alter des Baumes dürfte nach verschiedenen Angaben zwischen 300 und 450 Jahren liegen. Mit einem Stammumfang von 6,40 m ist sie die zweitdickste Traubeneiche in Bayern. Schon in geringer Höhe verzweigt sich ihr mächtiger Grundstamm in eine Vielzahl von Einzelästen die pinselartig schräg nach oben streben und eine schirmförmige Krone bilden. Der Baum erreicht eine Gesamthöhe von 27 m (2017) bei einem Kronendurchmesser von 30 m.